# Skřípovský mokřad
Skřípovský mokřad je přírodní památka poblíž obce Skřípov v okrese Prostějov. Území spravuje Krajský úřad Olomouckého kraje. 

## Předmět ochrany
Důvodem ochrany jsou mokřadní louky s tůněmi, ve kterých se vyskytuje vzácný zevar nejmenší (Sparganium natans) a současně slouží jako významné refugium obojživelníků.
Dále zde roste suchopýr úzkolistý (Eriophorum angustifolium), kosatec sibiřský (Iris sibirica), hořec hořepník (Gentiana pneumonanthe), zvonečník hlavatý (Phyteuma orbiculare) a upolín nejvyšší (Trollius altissimus).

## Fotogalerie

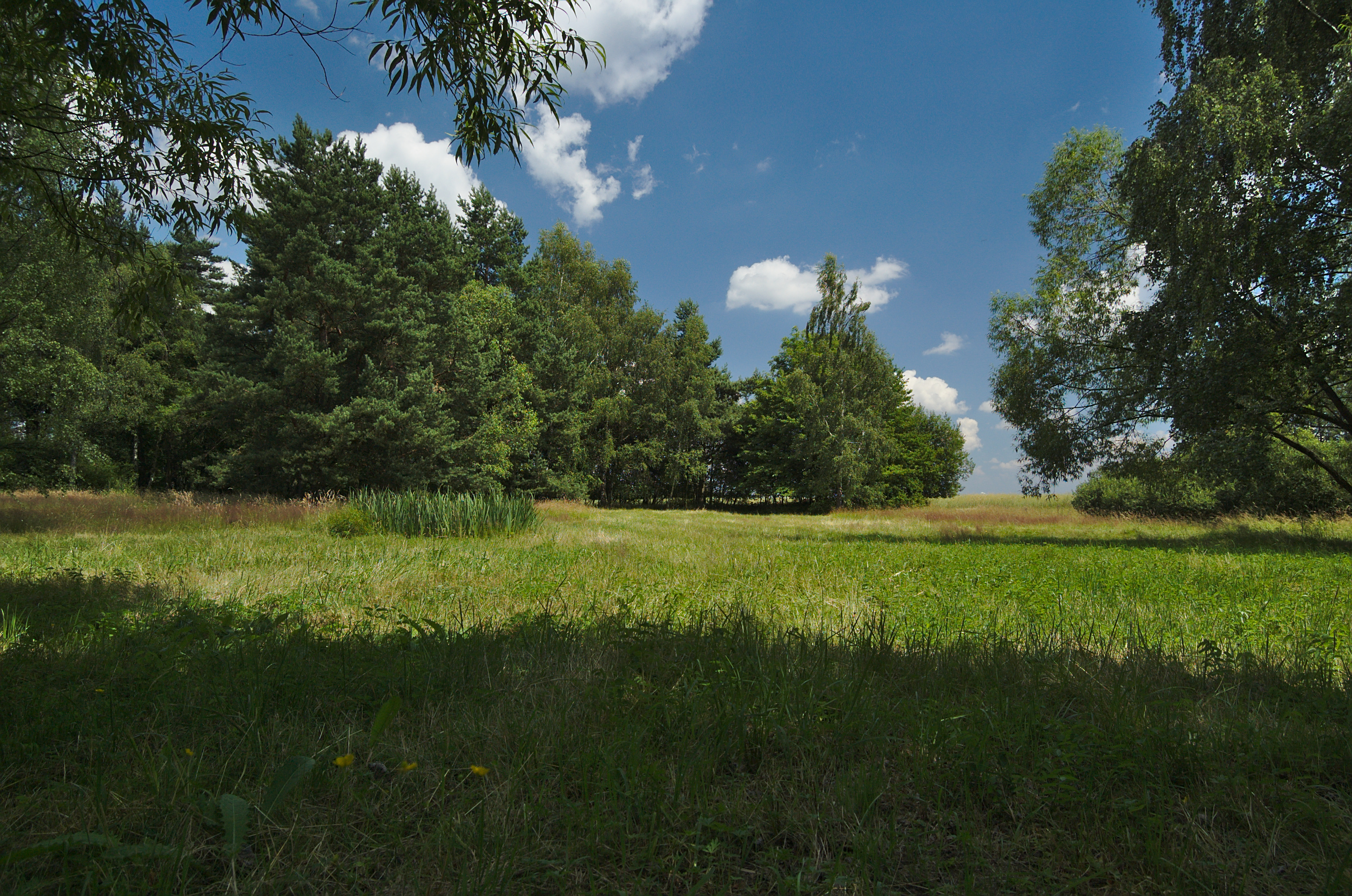
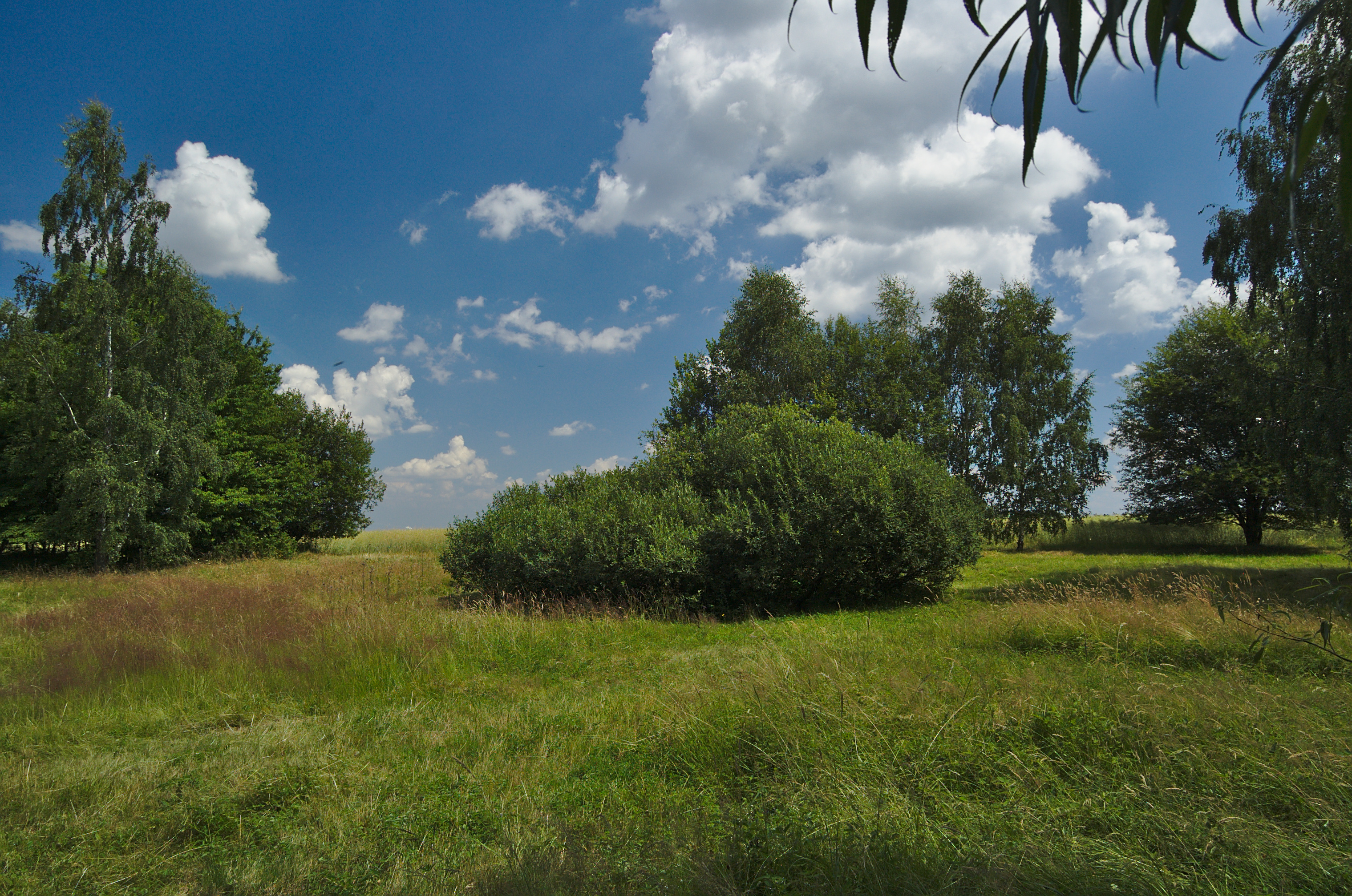
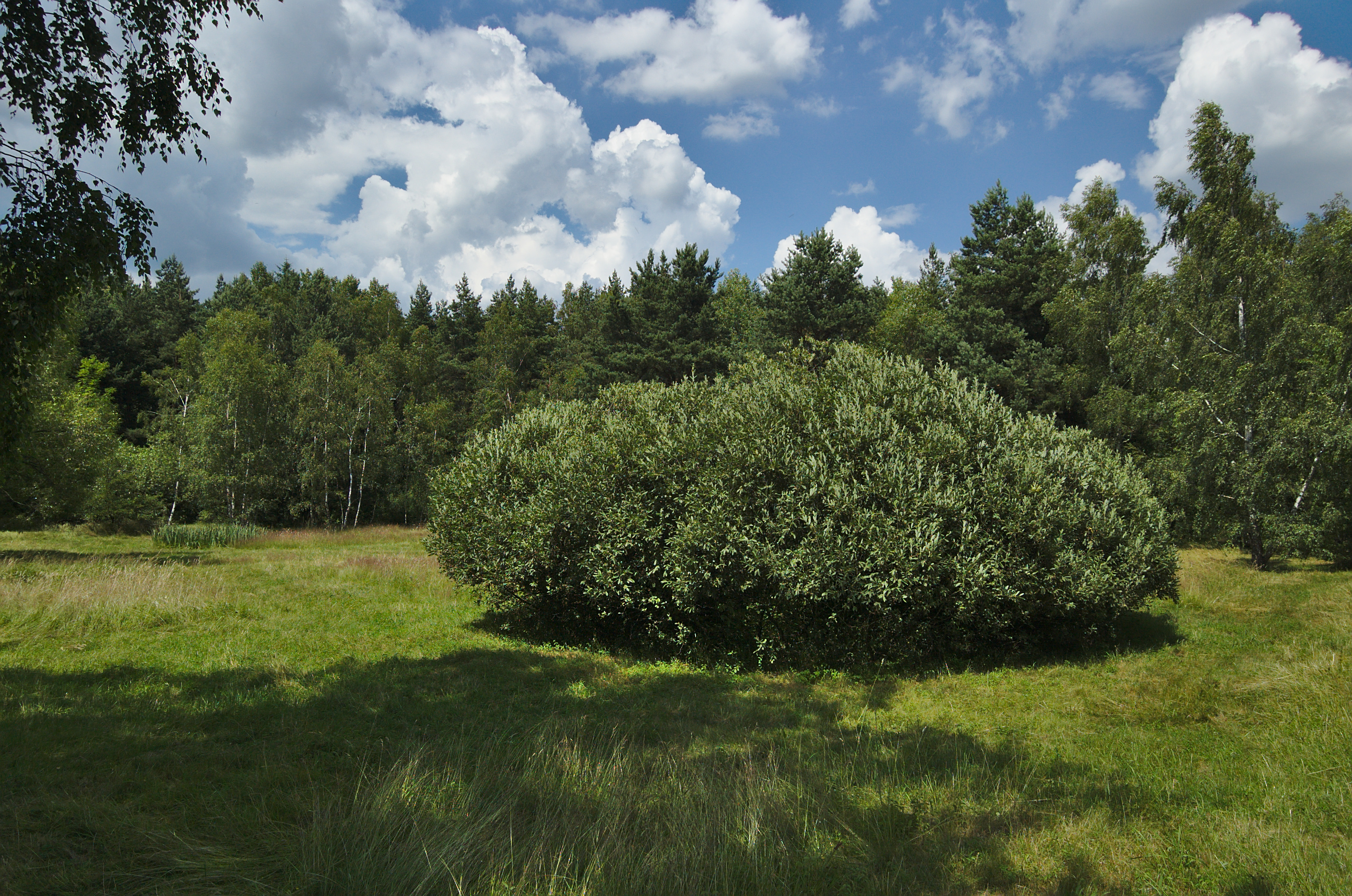
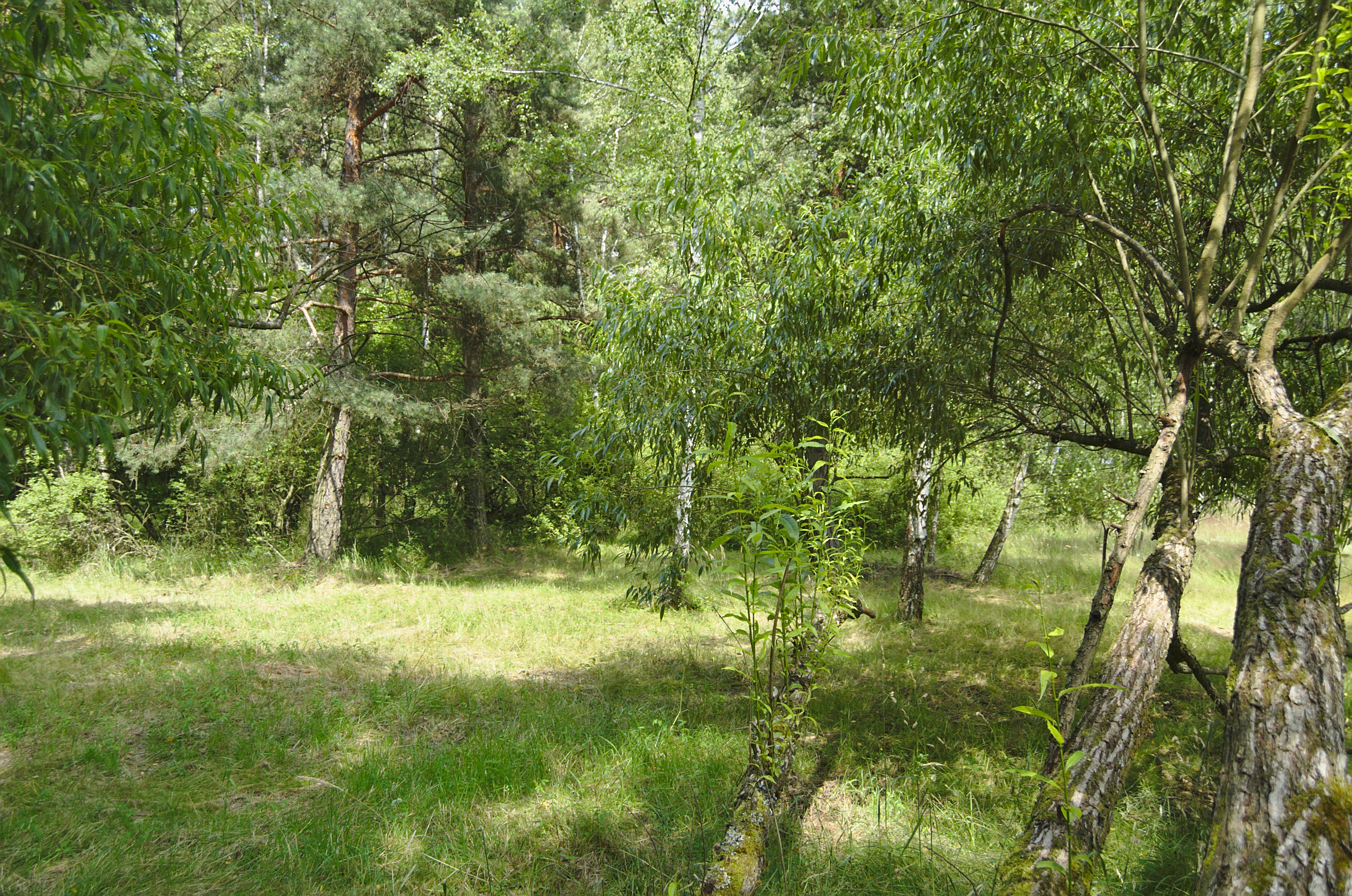
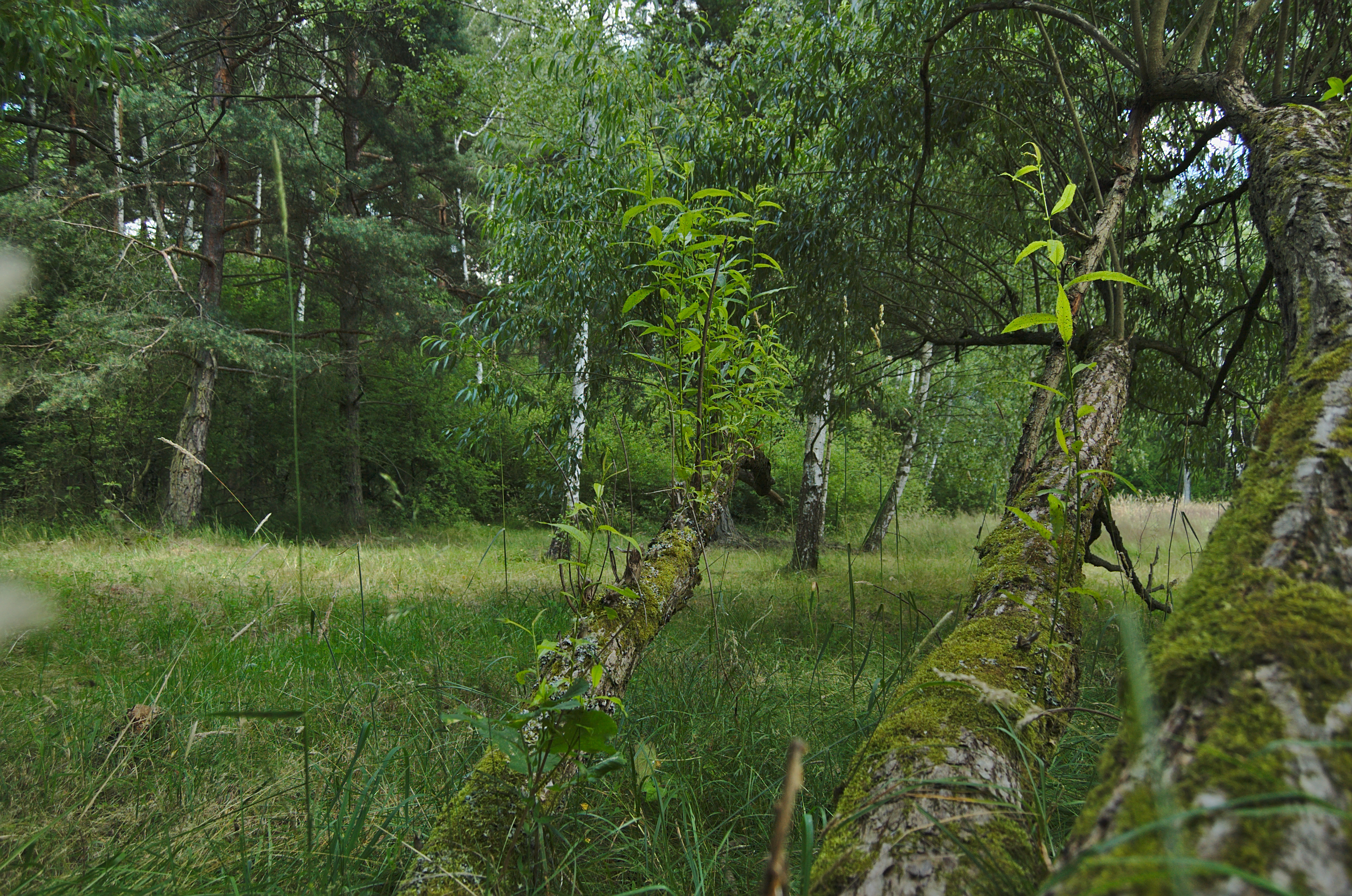
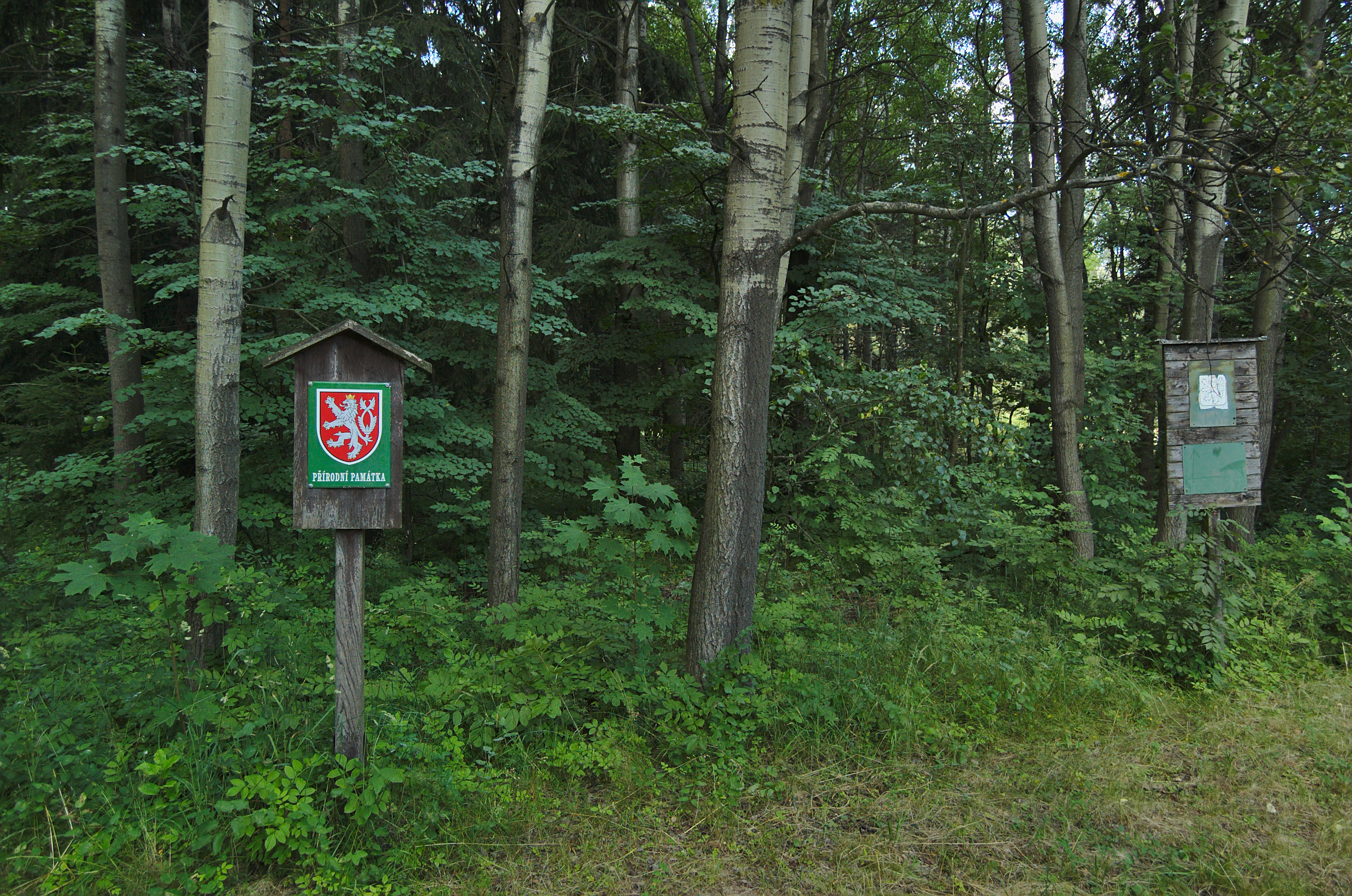